# Foxy (banda)
Foxy es un grupo Latin Dance/Disco formado en 1976 en Miami, Florida.
El grupo estaba formado por el vocalista y guitarrista de Ish "Angel" Ledesma (nacido el 2 de octubre de 1952 en Cuba), el percusionista Richard "Richie" Puente, el teclista Charlie Murciano, el bajista Arnold Paseiro (nacido el 30 de octubre de 1950) y el baterista Joe Galdo. Carl Driggs contribuyó con su voz / percusión y compartió créditos en la composición de su segundo álbum, Get Off. Puente (que murió el 18 de julio de 2004 a los 51 años) era el hijo del famoso director de orquesta ya fallecido Tito Puente.
Su mayor éxito fue "Get Off" en 1978 (escrito por Ledesma y Driggs), que alcanzó el puesto # 9 en el Billboard Hot 100 y # 1 en la tabla del Soul durante dos semanas. Fue su único lanzamiento del álbum, el cual fue lanzado en 1978.
Su tercer álbum "Hot" fue lanzado el año siguiente. El primer sencillo "Número caliente" alcanzó el puesto # 21 en el Billboard Hot 100, y # 4 en la tabla de Soul en 1979.
En 1980 actuaron en el XXI Festival de la Canción de Viña del Mar
Brian Avnet logró Foxy en la cima de su éxito y ahora maneja la carrera de Josh Groban.
Ish Ledesma más tarde formó el grupo Oxo en 1983 y la Compañía B en 1986, este último con su esposa Lori L., su hermana Lezlee Livrano, y Susan Johnson.
Carl (Carlo) Driggs, además de su participación y créditos de la escritura con Foxy, fue el cantante de Kracker, un grupo promocionado por Mick Jagger y Keith Richards, que lanzó tres álbumes. Driggs también fue el vocalista de Paul Revere y los Raiders de más de 20 años.